# Boogie rock
Il boogie rock è un sottogenere del hard rock/blues rock dalle sonorità più dure, nato alla fine degli anni sessanta.
Si utilizzano un tempo di 4/4 e un approccio strumentale; quelle del boogie rock erano composizioni semplici nate con lo scopo di far divertire.
Di origine statunitense il fenomeno toccò artisti quali ZZ Top, Black Oak Arkansas, Little Feat, Lynyrd Skynyrd, Molly Hatchet,, The Allman Brothers Band, Blackfoot.
Nel Regno Unito ci furono i Foghat, Status Quo, i The Grease Band di Joe Cocker, Humble Pie, Juicy Lucy, Savoy Brown
Il fenomeno giunse in Canada con i The Guess Who e i Bachman-Turner Overdrive, e anche in Australia con i Rose Tattoo e gli Airbourne .